# Дишингер, Терри
Терри Гилберт Дишингер (англ. Terry Gilbert Dischinger; 21 ноября 1940, Терре-Хот, Индиана — 9 октября 2023[…], Лейк-Осуэго, Орегон) — американский профессиональный баскетболист, выступавший в Национальной баскетбольной ассоциации. Олимпийский чемпион по баскетболу 1960 года. До последнего времени работал ортодонтом.

## Профессиональная карьера
Дишингер был выбран на драфте НБА 1962 года во втором раунде под общим 8 номером клубом «Чикаго Зефирс». В дебютном сезоне он в среднем за игру набирал 25,5 очка и делал 8 подборов и стал новичком года. После своего первого сезона в НБА он вместе с командой переехали из Чикаго в Балтимор и его клуб был переименован в «Балтимор Буллетс». В 1964 году он был обменян в «Детройт Пистонс», где он в среднем за игру набирал 18,2 очка и в третий раз подряд принял участие в матче всех звёзд НБА.
После своего третьего сезона в НБА Дишингер был призван в ряды вооружённых сил США, где прослужил два года, продолжая играть в баскетбол. Он был назван самым ценным игроком армейской тихоокеанской команды, а также был тренером баскетбольной команды во время тура по центральной Америке в 1966 году.
После возвращения в НБА в 1967 году он вернулся в «Пистонс», где оставался последующие пять сезонов. В сезоне 1971/72 он на протяжении двух игр исполнял обязанность играющего тренера. Во время сезона 1971/72 он перешёл в «Портленд Трэйл Блэйзерс», где и завершил свою карьеру.

## Выступления за национальную сборную
Дишингер был членом сборной США по баскетболу на летних Олимпийских играх 1960 года в Риме, в составе которой также были будущие члены Зала славы баскетбола — Джерри Уэст, Джерри Лукас, Уолт Беллами и Оскар Робертсон. Вместе с командой он завоевал золотые медали в баскетбольном турнире. Олимпийская команда США 1960 года считается одной из лучших любительских команд в истории баскетбола и в 2010 году была внесена в Зал славы баскетбола.

## Личная жизнь
После ухода из баскетбола в 1973 году Дишингер окончил стоматологическую школу в Мемфисе, штат Теннесси. Вместе со своей женой Мэри он вернулся в Портленд, где закончил свою карьеру в НБА, чтобы начать ортодонтическую практику в пригороде Портленда на озере Осуиго. Он окончил Стоматологический факультет Университета Теннесси в Нэшвилле, где получил степень доктора наук.
Дишингер и его жена Мэри были женаты более пятидесяти лет, у них трое детей и девять внуков. Его внук Майкл Лумис играл в баскетбол в Северо-Западном христианском университете(NCU) в Юджине, штат Орегон.

## Статистика

### Статистика в НБА
| Сезон                                                                                    | Команда          | Регулярный сезон | Регулярный сезон | Регулярный сезон | Регулярный сезон | Регулярный сезон | Регулярный сезон | Регулярный сезон | Регулярный сезон | Регулярный сезон | Регулярный сезон | Регулярный сезон | Серия плей-офф | Серия плей-офф | Серия плей-офф | Серия плей-офф | Серия плей-офф | Серия плей-офф | Серия плей-офф | Серия плей-офф | Серия плей-офф | Серия плей-офф | Серия плей-офф |
| Сезон                                                                                    | Команда          | GP               | GS               | MPG              | FG%              | 3P%              | FT%              | RPG              | APG              | SPG              | BPG              | PPG              | GP             | GS             | MPG            | FG%            | 3P%            | FT%            | RPG            | APG            | SPG            | BPG            | PPG            |
| ---------------------------------------------------------------------------------------- | ---------------- | ---------------- | ---------------- | ---------------- | ---------------- | ---------------- | ---------------- | ---------------- | ---------------- | ---------------- | ---------------- | ---------------- | -------------- | -------------- | -------------- | -------------- | -------------- | -------------- | -------------- | -------------- | -------------- | -------------- | -------------- |
| 1962/63                                                                                  | Чикаго Зефирс    | 57               | -                | 40,2             | 51,2             | -                | 77,0             | 8,0              | 3,1              | -                | -                | 25,5             | Не участвовал  | Не участвовал  | Не участвовал  | Не участвовал  | Не участвовал  | Не участвовал  | Не участвовал  | Не участвовал  | Не участвовал  | Не участвовал  | Не участвовал  |
| 1963/64                                                                                  | Балтимор Буллетс | 80               | -                | 35,2             | 49,6             | -                | 77,6             | 8,3              | 2,0              | -                | -                | 20,8             | Не участвовал  | Не участвовал  | Не участвовал  | Не участвовал  | Не участвовал  | Не участвовал  | Не участвовал  | Не участвовал  | Не участвовал  | Не участвовал  | Не участвовал  |
| 1964/65                                                                                  | Детройт          | 80               | -                | 33,7             | 49,3             | -                | 75,5             | 6,0              | 2,5              | -                | -                | 18,2             | Не участвовал  | Не участвовал  | Не участвовал  | Не участвовал  | Не участвовал  | Не участвовал  | Не участвовал  | Не участвовал  | Не участвовал  | Не участвовал  | Не участвовал  |
| 1967/68                                                                                  | Детройт          | 78               | -                | 24,8             | 49,4             | -                | 76,2             | 6,2              | 1,5              | -                | -                | 13,1             | 6              | -              | 25,7           | 37,5           | -              | 73,7           | 4,8            | 1,5            | -              | -              | 9,3            |
| 1968/69                                                                                  | Детройт          | 75               | -                | 19,4             | 51,5             | -                | 73,0             | 4,3              | 1,2              | -                | -                | 8,8              | Не участвовал  | Не участвовал  | Не участвовал  | Не участвовал  | Не участвовал  | Не участвовал  | Не участвовал  | Не участвовал  | Не участвовал  | Не участвовал  | Не участвовал  |
| 1969/70                                                                                  | Детройт          | 75               | -                | 23,4             | 52,6             | -                | 72,2             | 4,9              | 1,4              | -                | -                | 11,4             | Не участвовал  | Не участвовал  | Не участвовал  | Не участвовал  | Не участвовал  | Не участвовал  | Не участвовал  | Не участвовал  | Не участвовал  | Не участвовал  | Не участвовал  |
| 1970/71                                                                                  | Детройт          | 65               | -                | 28,5             | 53,5             | -                | 76,3             | 5,2              | 1,7              | -                | -                | 11,8             | Не участвовал  | Не участвовал  | Не участвовал  | Не участвовал  | Не участвовал  | Не участвовал  | Не участвовал  | Не участвовал  | Не участвовал  | Не участвовал  | Не участвовал  |
| 1971/72                                                                                  | Детройт          | 79               | -                | 26,1             | 51,4             | -                | 78,0             | 4,3              | 1,2              | -                | -                | 9,4              | Не участвовал  | Не участвовал  | Не участвовал  | Не участвовал  | Не участвовал  | Не участвовал  | Не участвовал  | Не участвовал  | Не участвовал  | Не участвовал  | Не участвовал  |
| 1972/73                                                                                  | Портленд         | 63               | -                | 15,4             | 47,6             | -                | 66,7             | 3,0              | 1,6              | -                | -                | 6,1              | Не участвовал  | Не участвовал  | Не участвовал  | Не участвовал  | Не участвовал  | Не участвовал  | Не участвовал  | Не участвовал  | Не участвовал  | Не участвовал  | Не участвовал  |
|                                                                                          | Всего            | 652              | -                | 27,4             | 50,6             | -                | 75,8             | 5,6              | 1,8              | -                | -                | 13,8             | 6              | -              | 25,7           | 37,5           | -              | 73,7           | 4,8            | 1,5            | -              | -              | 9,3            |
| Наведите курсор мыши на аббревиатуры в заголовке таблицы, чтобы прочесть их расшифровку. |                  |                  |                  |                  |                  |                  |                  |                  |                  |                  |                  |                  |                |                |                |                |                |                |                |                |                |                |                |